# Clubiona baborensis
Clubiona baborensis este o specie de păianjeni din genul Clubiona, familia Clubionidae, descrisă de Denis, 1937.
Este endemică în Algeria. Conform Catalogue of Life specia Clubiona baborensis nu are subspecii cunoscute.